# Метод Семиволоса
Метод многозабойного обуривания забоев стахановца А. Семиволоса вызвал среди бурильщиков мощный подъем соревнования. Из ряда бассейнов поступают сведения о движении семиволосовцев, опрокидывающих всякие нормы и во много раз перевыполняющих планы обуривания забоя.
Наиболее замечательным явился метод многозабойного скоростного бурения стахановца Алексея Семиволоса, который произвёл технический переворот не только на шахте им. Ильича, где он начал применять свой метод с 27 июля 1940 г., но и во всём Криворожском бассейне.
Метод Семиволоса — метод скоростного многозабойного бурения в горнорудной промышленности СССР.

## История
В 1940 году на шахте имени ОГПУ рудника имени Ильича треста «Дзержинскруда» в Криворожском железорудном бассейне бурильщиком Алексеем Семиволосом разработан и внедрён новый высокоэффективный метод многозабойного бурения, способствовавший резкому повышению производительности труда горняков.
27 июля 1940 года Алексей Семиволос установил рекорд в проходке выработок — 22 метра погонных за смену при норме 1,83 м, или 1200 % нормы. Через несколько дней — 1695 %, в декабре 1940 года — 1745 % нормы.
Инициированный трудовой почин способствовал распространению движения тысячников в горнорудной промышленности.
Метод позволял бурильщику освободиться от подсобных работ и сократить срок подготовки рудного блока в три раза. Он изменил схему подготовки нарезных выработок, создал комплексную бригаду из бурильщика, скрепериста, крепильщика, взрывника и слесаря.
Метод был широко подхвачен шахтёрами Криворожского железорудного бассейна, стахановцами Урала, получил широкое распространение на предприятиях чёрной и цветной металлургии СССР.
Одним из видных последователей был Илларион Янкин, который изучил метод при поездке в Кривбасс, где 12 дней работал с Алексеем Семиволосом в забое, а по возвращении на Урал применил его на добыче медной руды. Янкин обогатил метод многозабойного обуривания, сделав его многоперфораторным. Усовершенствованный метод стал называться методом Семиволоса-Янкина.
Последователями метода были видные горняки Георгий Хайдин, Иван Завертайло, Николай Хунтуа, Степан Ерёменко и многие другие.
Широкое применение метода многозабойного бурения обратило на себя внимание институтов гигиены труда в направлении борьбы с пылью.

## Память
- В 1940 году на студии «Киевнаучфильм» снят фильм «Метод Семиволоса».